# Chris Lee (Basketballtrainer)
Christopher Lee (* 1945/1946; † November 2019) war ein US-amerikanischer Basketballtrainer.

## Laufbahn
Lee wuchs in Reseda im Großraum Los Angeles im US-Bundesstaat Kalifornien auf. Seine Eltern waren Lehrer. Er hatte zwei Brüder. Vater Lonnie war Basketballtrainer, der Bruder Gregory Basketball- und Beachvolleyballspieler.
Chris Lee, der 1968 zur Volleyball-Hochschulmannschaft der University of California, Los Angeles gehörte, war ab der Saison 1980/81 Cheftrainer von TuS 04 Leverkusen in der Basketball-Bundesliga. Sein Bruder Gregory hatte zuvor in Leverkusen gespielt. Unter seiner Leitung entwickelten sich Spieler wie Christoph Körner, Bernd Kater und Gunther Behnke, zudem führte er in Leverkusen Basketball-Camps für Jugendliche ein. Mitte November 1984 trat Lee bei den Rheinländern in Folge einer 70:104-Niederlage gegen Saturn Köln und dem Ausscheiden im DBB-Pokal gegen Zweitligist Bayreuth von seinem Amt zurück. Bereits in den vorherigen Wochen hatte der damals 38-jährige Lee aufgrund des durchwachsenen Auftakts in das Spieljahr 1984/85 in der Kritik gestanden. Der damalige Geschäftsführer des Bundesligisten, Otto Reintjes, der vorerst Lees Aufgaben als Trainer übernahm, bescheinigte dem US-Amerikaner, „vier Jahre lang hervorragende Aufbauarbeit geleistet“ zu haben.
Lee betreute die bundesdeutsche Nationalmannschaft in den Jahren 1983 und 1984 und auch bei der Europameisterschaft 1983 als Cheftrainer und führte die Mannschaft auf den achten Rang. Das war die beste Platzierung, die eine bundesdeutsche Nationalmannschaft bis dahin bei einer EM erreicht hatte. Er war zeitweise der Freund von Ulrike Meyfarth.
Lee lebte im kalifornischen Los Angeles sowie in Südfrankreich, er starb im November 2019.